# Loi-kaw
Loi-kaw (auch Loikaw, birmanisch လွိုင်ကော်မြို့, BGN/PCGN: lwainggawmyo) ist die Hauptstadt des Kayah-Staats im Osten von Myanmar an der Grenze zu Thailand.

## Lage und Allgemeines
Die Stadt liegt in 1200 Metern Höhe und hat ungefähr 11.000 Einwohner. Sie ist mit der Außenwelt über einen Flugplatz und die Eisenbahnlinie Aungban – Pinlong – Loi-kaw verbunden. Die meisten Straßenverbindungen dorthin gelten als ziemlich unzulänglich. Neben einem Sägewerk gibt es dort Seidenweberei. Die Stadt ist auch Sitz einer katholischen Diözese. Als sehenswert gelten die beiden unweit der Stadt auf zwei Hügeln befindlichen ehrwürdigen Taungwe Taung Zedi-Pagoden. Etwa 20 km östlich, bei den Lawpita-Fällen, befindet sich das mit etwa 180 Megawatt größte Wasserkraftwerk Myanmars, das als Reparation für den Zweiten Weltkrieg von den Japanern erbaut wurde.

## Verkehr

### Flugverkehr
- Loikaw Airport (IATA: LIW, ICAO: VYLK)

### Bahnverkehr
- Eisenbahnlinie: Aungban – Pinlong – Loi-kaw

## Bildung
- Loikaw Universität
- Technische Universität Loikaw
- Computer Universität Loikaw